# Gentiana wilsonii
Gentiana wilsonii är en gentianaväxtart som beskrevs av Marquand. Gentiana wilsonii ingår i släktet gentianor, och familjen gentianaväxter. Inga underarter finns listade i Catalogue of Life.